# George Mehnert
George Nicholas Mehnert (3 de noviembre de 1881 - 8 de julio de 1948) fue un luchador estadounidense que compitió en los Juegos Olímpicos de San Luis 1904 y los Juegos Olímpicos de Londres 1908.
En 1904 ganó la medalla de oro en la categoría Libre 115 lb masculino. Cuatro años más tarde ganó la medalla de oro en estilo libre categoría de peso gallo. Al ganar la medalla de oro en 1908 se convirtió en el primer estadounidense en ganar dos medallas de oro olímpico en lucha libre, y solo uno de cada tres.